# Oligia confusa
Oligia confusa är en fjärilsart som beskrevs av Antonius Johannes Theodorus Janse 1940. Oligia confusa ingår i släktet Oligia och familjen nattflyn. Inga underarter finns listade i Catalogue of Life.